# کازادور (آریزونا)
کازادور (به انگلیسی: Cazador) یک منطقهٔ مسکونی در ایالات متحده آمریکا است که در آریزونا واقع شده‌است. کازادور ۱٬۴۰۰ متر بالاتر از سطح دریا واقع شده‌است.